# Gare de Saint-Brès - Mudaison
La gare de Saint-Brès - Mudaison est une ancienne gare ferroviaire française de la ligne de Tarascon à Sète-Ville, située sur le territoire de la commune de Baillargues, à proximité de Saint-Brès et de Mudaison, dans le département de l'Hérault, en région Occitanie.
Elle est mise en service en 1845 par la Compagnie fermière du chemin de fer de Montpellier à Nîmes, avant de devenir en 1857 une station du réseau de la Compagnie des chemins de fer de Paris à Lyon et à la Méditerranée (PLM).
C'est une halte voyageurs, lorsqu'elle est fermée à la fin de l'année 2011 par la Société nationale des chemins de fer français (SNCF).

## Situation ferroviaire
Établie à 22 mètres d'altitude, la gare de Saint-Brès - Mudaison est située au point kilométrique (PK) 62,369 de la ligne de Tarascon à Sète-Ville, entre les gares de Valergues - Lansargues et de Baillargues. 

## Histoire

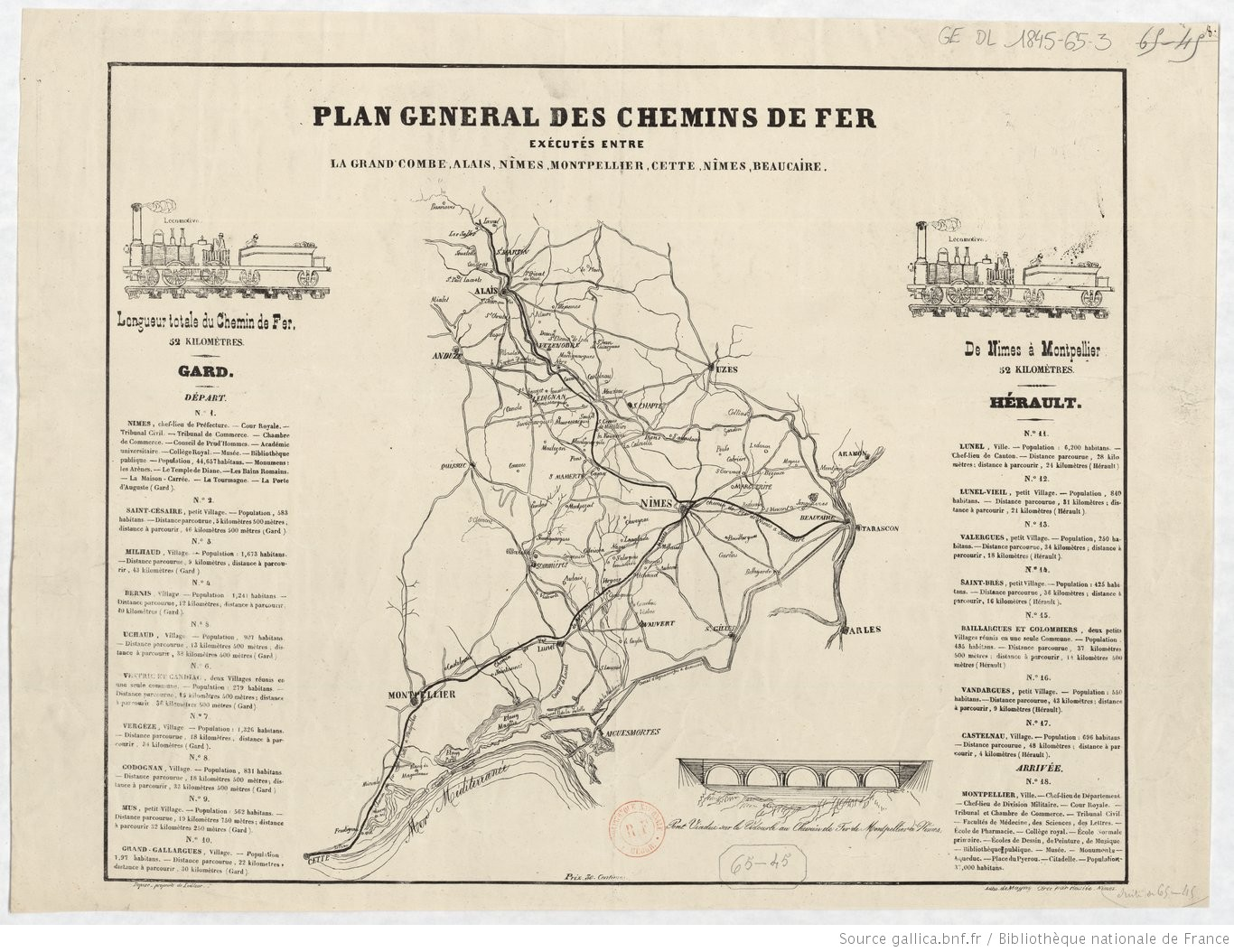
1845 : plan général des chemins de fer avec la liste des stations notamment de la ligne de Montpellier à Nîmes.

La ligne de Montpellier à Nîmes est ouverte à l'exploitation du service des voyageurs le 9 janvier 1945, par la Compagnie fermière du chemin de fer de Montpellier à Nîmes. Lors de la livraison de la ligne à la compagnie le 31 décembre 1944, la station de Saint-Brès était l'une des sept stations prévues.
En 1866, Saint-Brès est la seizième station, située entre celles de Valergues et de Baillargues-et-Colombiers. Elle dessert un village de 350 habitants.
Un projet pour la construction d'un abri est présenté le 30 décembre 1880.
Le conseil général de l'Hérault émet un vœu, le 20 août 1890, pour que la station soit renommée « Saint-Brès - Mudaison ». Le 19 janvier 1891, le ministre des Travaux publics répond que la compagnie du PLM n'est pas opposée à cette modification, à la condition que la commune intéressée prenne en charge la dépense. Cette demande financière a été transmise à la municipalité de Mudaison, pour qu'elle indique sa position par rapport à cette prise en charge des frais.
En 1911, Saint-Brès - Mudaison est une station du réseau de la Compagnie des chemins de fer de Paris à Lyon et à la Méditerranée (PLM), ouverte au service complet de la grande vitesse, à l'exclusion des voitures chevaux et bestiaux et fermée à celui de la petite vitesse. Elle est située sur la « ligne de Tarascon à Cette », entre les gares de Valergues-Lansargues et de Baillargues.
En mai 2011, c'est une halte voyageurs en service, qui dispose d'un abri de quai et d'un ancien petit bâtiment fermé. Ce bâtiment est l'ancienne aile du bâtiment voyageurs dont le corps principal (voir image infobox) a été détruit. Elle est desservie par des trains TER Languedoc-Roussillon, qui effectuent des missions entre les gares de Nîmes et de Narbonne.
Saint-Brès - Mudaison n'est plus desservie à partir du 11 décembre 2011, lors de la mise en service de l'horaire 2012.

## Patrimoine ferroviaire
En mai 2016, de l'ancienne gare il reste l'aile du bâtiment voyageurs et l'abri du quai opposé.